# Araneus ocaxa
Araneus ocaxa Levi, 1991 è un ragno appartenente alla famiglia Araneidae.

## Distribuzione
L'olotipo femminile è stato rinvenuto in una località del Messico meridionale: 60 km a sudovest della Valle Nacional sulla Highway 175 nello Stato di Oaxaca.

## Tassonomia
Non sono stati esaminati esemplari di questa specie dal 1991
Attualmente, a dicembre 2013, non sono note sottospecie